# 一陣会
一陣会（イルジンフェ、일진회）は韓国の校内暴力の地域連合組織である。同時に集団カンニングを行い、セックスイベントなども主催している。普通の校内暴力組織と異なる点として、インターネットを利用した広範囲な組織化があげられる。韓国のいじめを主導する存在である。
主な活動
- 校内暴力。恐喝・暴力・輪姦など。
- 携帯電話を利用した集団カンニング。
- 「セックスマシーン」「性奴隷イベント」などとよばれる性行為を行う公開イベント。

暴力団顔負けの上納システムが構築されている例もあると報告されている。
校内暴力といえばもっぱら男がやっていると思われがちだが、実際には女も活発に活動している。一陣会は高校で生まれたと見られているが、低年齢化が進み、中学、さらには小学校高学年にまで拡大している。
言葉自体はおよそ2000年代から使われ始めたとされる。
2005年3月にマスコミが集中的に取り上げ、警察が摘発に動き出した。